# Куд плови овај брод (филм из 1999)
Куд плови овај брод је српски филм из 1998. године. Режирао га је Желимир Жилник који је написао и сценарио.

## Радња
После вишегодишњег рада у Италији и Немачкој, Ђузепе одлази у пензију и враћа се у родитељском дому у Истри. Његова мајка му предаје очеву униформу официра аустроугарске војске ад се у њој ожени. Ђузепе креће у потрагу за супругом на Истоку у транзицији, надајући се топлој добродошлици. Пут га води у Будимпешту, Црну Гору, Војводину.
Ђузепе путује у Будимпешту где као Италијан има успеха са женама. Са још једним пословним човеком Ђузепе отпутује у Црну Гору ради оснивања туристичке агенције. Ту се по први пут истински заљубљује, али због идеолошких и политичких разлика, романса се брзо тужно завршава. Враћа се у Будимпешту и заљубљује у жену колеге са посла. Но, њу може имати само уколико у замену да свој виноград у Истри.

## Улоге
| Глумац              | Улога  |
| ------------------- | ------ |
| Гиузепе Пасторчхић  | Ђузепе |
| Јован Киселички     |        |
| Гордана Каменаровић |        |
| Зоран Вељковић      |        |
| Љубица Ракић        |        |
| Бранислав Поповић   |        |
| Јелена Жигон        |        |
| Ханибал Ковач       |        |
| Тамара Поповић      |        |
| Ема Доро            |        |
| Данијела Јовановић  |        |
| Еуген Ференци       |        |
| Мирко ди Стефано    |        |
| Рената Виги         |        |
| Марина Цинкоцки     |        |
| Николина Урсулеску  |        |
| Данило Челебић      |        |
| Славиша Чуровић     |        |
| Желмира Бриза       |        |
| Желимир Вучевац     |        |